# FRELIMO
Mặt trận giải phóng Mozambique (FRELIMO) (tiếng Bồ Đào Nha Frente de Libertação de Moçambique), là đảng chính trị cầm quyền ở Mozambique. Được thành lập vào năm 1962, FRELIMO bắt đầu như một phong trào dân tộc đấu tranh cho độc lập của Mozambique thuộc Bồ Đào Nha. Mozambique độc lập vào tháng 6 năm 1975 sau cuộc Cách mạng Hoa cẩm chướng ở Lisbon năm trước đó. Tại Đại hội lần thứ ba của đảng vào tháng 2 năm 1977, nó đã trở thành một đảng chính trị Mác-Lênin. Nó được xác định là Đảng Frelimo (Partido Frelimo).
Đảng Frelimo là chính Đảng duy nhất cầm quyền ở Mozambique do các công trạng trong việc giành độc lập cho đất nước nhưng lại đương đầu với cuộc  cuộc nội chiến kéo dài (1976-1992) để chống lại một phe chống Cộng được gọi là Kháng chiến Quốc gia Mozambique hay RENAMO. Những người nổi dậy từ RENAMO đã nhận được sự hỗ trợ từ các chính phủ thiểu số da trắng ở Rhodesia và Nam Phi. Đảng FRELIMO đã phê chuẩn một hiến pháp mới vào năm 1990, trong đó thiết lập một hệ thống đa đảng. Kể từ cuộc bầu cử dân chủ năm 1994 và các kỳ tiếp theo, nó đã được bầu làm đảng đa số trong quốc hội Mozambique.

## Tổng thống Mozambique đại diện cho Đảng Frelimo
- Samora Machel: 25 tháng 6 năm 1975 - 19 tháng 10 năm 1986
- Joaquim Chissano: 6 tháng 11 năm 1986 - 2 tháng 2 năm 2005
- Armando Guebuza: 2 tháng 2 năm 2005 - 15 tháng 1 năm 2015
- Filipe Nyusi: 15 tháng 1 năm 2015 - nay

## Lịch sử bầu cử

### Bầu cử Tổng thống
| Năm  | Ứng cử viên      | %      | Kết quả    |
| ---- | ---------------- | ------ | ---------- |
| 1994 | Joaquim Chissano | 53.30% | Green tick |
| 1999 | Joaquim Chissano | 52.29% | Green tick |
| 2004 | Armando Guebuza  | 63.74% | Green tick |
| 2009 | Armando Guebuza  | 75.01% | Green tick |
| 2014 | Filipe Nyusi     | 57.03% | Green tick |
| 2019 | Filipe Nyusi     | 73.46% | Green tick |

### Bầu cử Nghị viện
| Năm  | %     | Số ghế    | +/− | Vị trí |
| ---- | ----- | --------- | --- | ------ |
| 1977 |       | 210 / 210 | 210 | 1      |
| 1986 |       | 249 / 259 | 39  | 1      |
| 1994 | 44.3% | 129 / 250 | 120 | 1      |
| 1999 | 48.5% | 133 / 250 | 4   | 1      |
| 2004 | 62.0% | 160 / 250 | 27  | 1      |
| 2009 | 74.7% | 191 / 250 | 31  | 1      |
| 2014 | 55.9% | 144 / 250 | 47  | 1      |
| 2019 | 71.3% | 184 / 250 | 40  | 1      |